# Casa de José Mascaró Rafols y Julia Iturralde
La  Casa de José Mascaró Rafols y Julia Iturralde es un edificio modernista de Melilla situado en la calle General Prim y forma parte del Conjunto Histórico Artístico de la Ciudad de Melilla, un Bien de Interés Cultural.

## Historia
Fue construido en 1911, según diseño de Enrique Nieto de febrero de ese año.

## Descripción
Está construido con paredes de mampostería de piedra local y ladrillo macizo y bovedillas del mismo ladrillo para los techos.
Consta de planta baja y dos plantas y su única fachada consta de una planta baja con tres arcos rebajados, siendo el central el que conduce al portal. 
Sus planta principal cuenta con una balconada corrida y la primera con dos balcones en los extremos, estando todas las ventanas enmarcadas y contando con molduras sobre sus arquitrabes. Todo acaba en un peto simple, anteriormente balaustradas, con detalles en los extremos, donde acaban las pilastras y un remate central.